# Gymnelema pulverulenta
Gymnelema pulverulenta är en fjärilsart som beskrevs av George Francis Hampson 1910. Gymnelema pulverulenta ingår i släktet Gymnelema och familjen säckspinnare. Inga underarter finns listade i Catalogue of Life.